# 1989 en Nouvelle-Écosse
Chronologie de la Nouvelle-Écosse
- 1985
- 1986
- 1987
- 1988
- 1989
- 1990
- 1991
- 1992
- 1993

Cette page concerne des événements survenus en 1989 dans la province canadienne de Nouvelle-Écosse.

## Politique
- Premier ministre : John Buchanan
- Chef de l'Opposition :
- Lieutenant-gouverneur : Alan R. Abraham puis Lloyd Crouse
- Législature :

## Naissances

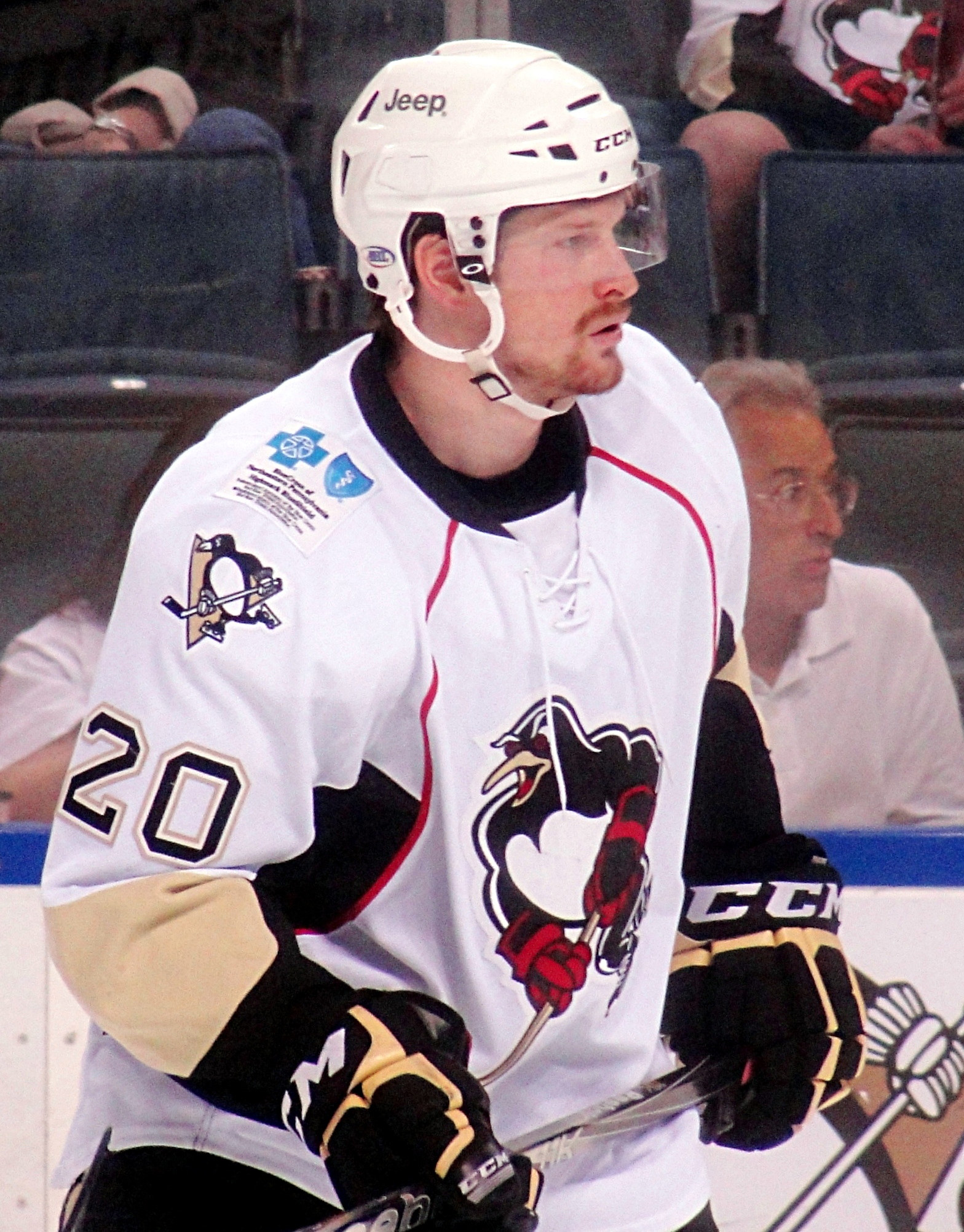
Alex Grant en 2012.

- 20 janvier à Antigonish : Alex Grant, joueur professionnel de hockey sur glace canadien.